# Comarca d'Oviedo
Oviedo (castellà) o Uviéu (asturià) és una de les vuit comarques en què està dividit el Principat d'Astúries i comprèn els concejos de: Belmonte de Miranda, Bimenes, Cabranes, Grado, Les Regueres, Llanera, Morcín, Nava, Noreña, Oviedo, Proaza, Quirós, La Ribera, Riosa, Sariegu, Santo Adriano, Salas, Siero, Somiedo, Teberga i Yernes y Tameza. Encara que l'Estatut d'Autonomia d'Astúries preveu la divisió administrativa del territori asturià en comarques, encara no estan desenvolupades oficialment.